# Płaskowyż Suchedniowski
Płaskowyż Suchedniowski (342.31) – płaskowyż znajdujący się na północ od Gór Świętokrzyskich. Jest częścią Wyżyny Kieleckiej. Nazwa płaskowyżu pochodzi od położonego w jego centralnej części Suchedniowa.
Jest zbudowany z piaskowców dolnotriasowych (obrzeżenie mezozoiczne paleozoicznego trzonu Gór Świętokrzyskich). Występują tu kopulaste wzniesienia o wysokości 300–400 m n.p.m. oraz kotliny denudacyjne: Mniowska, Szałaska i Suchedniowska. Najwyższe wzniesienie o wysokości 445 m n.p.m. znajduje się w okolicach Zagnańska. Obszar ten w przeważającej części porośnięty jest lasami Puszczy Świętokrzyskiej. Płaskowyż odwadniają rzeki: Kamienna, Radomka, Drzewiczka, Czarna Konecka oraz ich dopływy.
W czasie II wojny światowej obszar płaskowyżu był miejscem nasilonej działalności partyzanckiej. Działał tu m.in. oddział mjr. Jana Piwnika „Ponurego”, obozujący na uroczysku Wykus.